# Mam talent!
«Mam talent!» (укр. Я маю талант!) — польська телевізійна програма типу талант-шоу, заснована на британському форматі «Got Talent», що транслюється на телеканалі TVN. Прем'єра програми відбулася 13 вересня 2008 року.

## Мета
Метою програми є визначення переможця серед осіб, які презентують свої артистичні здібності, а учасник, який отримає найвищу оцінку, отримує приз у розмірі 300 тис. злотих (у першому сезоні — 100 тис. євро). Про інші призи вирішує виконавчий продюсер програми.

## Засади
Учасники шоу проходять кілька етапів відбору: спочатку кастинги без телетрансляції, потім виступи у п’яти містах Польщі, де з тисяч виконавців журі відбирає 130, а згодом 40 найкращих, які виходять до півфіналів. Журі оцінює виступи кнопками «так/ні», три червоні хрестики зупиняють номер; від 7-го сезону діє «золота кнопка», що одразу відправляє учасника в півфінал. У півфіналах рішення приймають глядачі шляхом голосування, а при рівності — журі; з 13-го сезону додано «платинову кнопку» та «дику карту». У фіналі виступають десять учасників, переможець, визначений глядачами, отримує 300 000 злотих, а фіналіст на другому місці — 100 000.

## Ведучі та журі
| Сезон | Ведучі                              | Журі              | Журі               | Журі             |
| ----- | ----------------------------------- | ----------------- | ------------------ | ---------------- |
| 1     | Марцін Прокоп Шимон Головня         | Аґнешка Чилінська | Малґожата Форемняк | Куба Воєвудзький |
| 2     | Марцін Прокоп Шимон Головня         | Аґнешка Чилінська | Малґожата Форемняк | Куба Воєвудзький |
| 3     | Марцін Прокоп Шимон Головня         | Аґнешка Чилінська | Малґожата Форемняк | Куба Воєвудзький |
| 4     | Марцін Прокоп Шимон Головня         | Аґнешка Чилінська | Малґожата Форемняк | Роберт Козира    |
| 5     | Марцін Прокоп Шимон Головня         | Аґнешка Чилінська | Малґожата Форемняк | Роберт Козира    |
| 6     | Марцін Прокоп Шимон Головня         | Аґнешка Чилінська | Малґожата Форемняк | Аґустін Еґуррола |
| 7     | Марцін Прокоп Шимон Головня         | Аґнешка Чилінська | Малґожата Форемняк | Аґустін Еґуррола |
| 8     | Марцін Прокоп Шимон Головня         | Аґнешка Чилінська | Малґожата Форемняк | Аґустін Еґуррола |
| 9     | Марцін Прокоп Шимон Головня         | Аґнешка Чилінська | Малґожата Форемняк | Аґустін Еґуррола |
| 10    | Марцін Прокоп Шимон Головня         | Аґнешка Чилінська | Малґожата Форемняк | Аґустін Еґуррола |
| 11    | Марцін Прокоп Шимон Головня         | Аґнешка Чилінська | Малґожата Форемняк | Аґустін Еґуррола |
| 12    | Марцін Прокоп Шимон Головня         | Аґнешка Чилінська | Малґожата Форемняк | Аґустін Еґуррола |
| 13    | Марцін Прокоп Міхал Кемпа           | Аґнешка Чилінська | Малґожата Форемняк | Ян Клімент       |
| 14    | Марцін Прокоп Міхал Кемпа           | Аґнешка Чилінська | Малґожата Форемняк | Ян Клімент       |
| 15    | Аґнешка Вожняк-Старак Ян Піровський | Аґнешка Чилінська | Юлія Венява        | Марцін Прокоп    |
| 16    | Аґнешка Вожняк-Старак Ян Піровський | Аґнешка Чилінська | Юлія Венява        | Марцін Прокоп    |
| 17    | Аґнешка Вожняк-Старак Ян Піровський | Аґнешка Чилінська | Юлія Венява        | Марцін Прокоп    |

## Сезони

### 1-й сезон (2008)
| Місце | Учасник              | Талант                 |
| ----- | -------------------- | ---------------------- |
| 1.    | Melkart Ball         | акробатика             |
| 2.    | Клаудія Кулавік      | спів                   |
| 3.    | AudioFeels           | спів                   |
| 4.    | Матеуш Зюлко         | спів/гра на фортепіано |
| 5.    | Кшиштоф Кадела       | бітбокс                |
| 6.    | Зємовіт Світальський | гра на фортепіано      |
| 7.    | Ева Левандовська     | спів                   |
| 8.    | Пйотр Вансік         | гімнастика             |
| 9.    | Маґдалена Сташевська | гімнастика             |
| 10.   | Пауліна Ленда        | спів                   |

### 2-й сезон (2009)
| Місце | Учасник                           | Талант           |
| ----- | --------------------------------- | ---------------- |
| 1.    | Марцін Виростек                   | гра на акордеоні |
| 2.    | Марцел Леґун Нікодем Леґун        | спів             |
| 3.    | Александер Мартінес               | спів             |
| 4.    | Міхал Качоровський                | танець           |
| 5.    | Ядвіґа Пешко Домініка Древняк     | акробатика       |
| 6.    | Анна Телічан                      | спів             |
| 7.    | Цезарій Круковський Войцех Блашко | танець/бітбокс   |
| 8.    | Конрад Чарковський                | лялькарство      |
| 9.    | Марцін Марчевський                | пантоміма        |
| 10.   | Джессіка Мерстейн                 | спів             |

### 3-й сезон (2010)
| Місце | Учасник                      | Талант                 |
| ----- | ---------------------------- | ---------------------- |
| 1.    | Маґдалена Велц               | спів                   |
| 2.    | Каміл Беднарек               | спів                   |
| 3.    | Пйотр Лісецький              | спів/гра на гітарі     |
| 4.    | Me Myself And I              | вокальний терцет       |
| 5.    | Сабіна Єшка                  | спів                   |
| 6.    | Павел Ейзенберґ              | спів/гра на фортепіано |
| 7.    | Патриція Малиновська         | спів                   |
| 8.    | Катажина Сохацька            | спів                   |
| 9.    | UDS                          | танець                 |
| 10.   | Анна Младзелець Яцек Тарчило | танець                 |

### 4-й сезон (2011)
| Місце | Учасник            | Талант                |
| ----- | ------------------ | --------------------- |
| 1.    | Кацпер Сикора      | спів                  |
| 2.    | Пйотр Карпеня      | спів/гра на гітарі    |
| 3.    | Марта Подулка      | спів                  |
| 4.    | Марцін Мушинський  | ілюзії                |
| 5.    | Томаш Пйотровський | жонглювання пої       |
| 6.    | Mira Art           | акробатика            |
| 7.    | Анна Дудек         | спів                  |
| 8.    | Sound’n’Grace      | хор                   |
| 9.    | Лена Ромул         | спів/гра на саксофоні |
| 10.   | Олаф Бресса        | спів                  |

### 5-й сезон (2012)
| Місце | Учасник                            | Талант                  |
| ----- | ---------------------------------- | ----------------------- |
| 1.    | Дельфіна Пшесзловська Бартош Бийос | акробатика              |
| 2.    | Павел Мазур Кароль Полак           | танець                  |
| 3.    | Анна Філіповська                   | акробатика              |
| 4.    | Trio ETC Rzeszów                   | акробатика              |
| 5.    | Марцін Ковальчик                   | складання кубика Рубіка |
| 6.    | Duet Elita                         | танець                  |
| 7.    | Recycling Band                     | оркестр                 |
| 8.    | Бартломей Ґжанек                   | спів/гра на гітарі      |
| 9.    | MultiVisual                        | жонглювання             |
| 10.   | Кінґа Скіба                        | спів                    |

### 6-й сезон (2013)
| Місце | Учасник            | Талант              |
| ----- | ------------------ | ------------------- |
| 1.    | Тетяна Галіцина    | малювання піском    |
| 2.    | Tekla Klebetnica   | музичний гурт       |
| 3.    | Сантьяґо Ґіл       | танець              |
| 4.    | Fireflies          | театр тіней         |
| 5.    | Марцел Олубек      | трюки з йо-йо       |
| 6.    | Діана Станішевська | танець              |
| 7.    | Кінґа Здибель      | спів                |
| 8.    | Марек Борн         | жонглювання м'ячами |
| 9.    | Аґнешка Марчак     | гімнастика          |
| 10.   | Томаш Кабіс        | ілюзії              |

### 7-й сезон (2014)
| Місце | Учасник                    | Талант            |
| ----- | -------------------------- | ----------------- |
| 1.    | Адріан Макар               | спів              |
| 2.    | Береніка Нєнадовська       | танець на пілоні  |
| 3.    | Матеуш Ґузовський          | спів              |
| 4.    | Лукаш Свірк                | силова гімнастика |
| 5.    | Lowzar                     | танець            |
| 6.    | Alter Trio                 | акробатика        |
| 7.    | Юлія Олендзька             | спів              |
| 8.    | Acroart                    | акробатика        |
| 9.    | Адріан Ліпінський          | танець            |
| 10.   | Кшиштоф Калужний Ян Пшибиш | моделі літаків    |

### 8-й сезон (2015)
| Місце | Учасник                 | Талант           |
| ----- | ----------------------- | ---------------- |
| 1.    | Александра Кєдрович     | акробатика       |
| 2.    | ACRO Team Silesia       | акробатика       |
| 3.    | Каміл Чешел             | спів             |
| 4.    | Vlodyr                  | швидке малювання |
| 5.    | Ліліана Іжик            | спів             |
| 6.    | Анне Кот                | танець на пілоні |
| 7.    | Наталія Цапелик-Муіанґа | спів             |
| 8.    | Мацей Молдох            | танець           |
| 9.    | Якуб Мозґава            | трюки з йо-йо    |
| 10.   | Косма Високінський      | танець           |

### 9-й сезон (2016)
| Місце | Учасник                  | Талант           |
| ----- | ------------------------ | ---------------- |
| 1.    | Якуб Герфорт             | спів             |
| 2.    | Acrodreams               | акробатика       |
| 3.    | Kapela Ciupaga           | музичний гурт    |
| 4.    | Адріан Пруський          | ілюзії           |
| 5.    | Wolf Gang                | танець           |
| 6.    | Матеуш Ласковський       | реп              |
| 7.    | Марцеліна Джу Роберт Джу | акробатика       |
| 8.    | NBDS Team                | танець           |
| 9.    | Александра Беднаж        | танець на пілоні |
| 10.   | Дарія Коволик            | спів             |

### 10-й сезон (2017)
| Місце | Учасник          | Талант                |
| ----- | ---------------- | --------------------- |
| 1.    | Лукас Ґоґоль     | гра на акордеоні      |
| 2.    | Рефат Абдуллаєв  | танець                |
| 3.    | Лукаш Свірк      | акробатика            |
| 4.    | Пйотр Денисюк    | ілюзії                |
| 5.    | Luzik 1          | танець                |
| 6.    | Маґдалена Андрес | спів                  |
| 7.    | Bracia Kłeczek   | акробатика            |
| 8.    | Юлія Куцембра    | розкладання чашок     |
| 9.    | Анна Бенбенек    | спів                  |
| 10.   | Інна Білляєва    | шоу мильних бульбашок |

### 11-й сезон (2018)
| Місце | Учасник                          | Талант               |
| ----- | -------------------------------- | -------------------- |
| 1.    | Duo Destiny                      | акробатика           |
| 2.    | Емілія Новак                     | спів                 |
| 3.    | Патрик Нєклань                   | акробатика           |
| 4.    | Аліція Ярук                      | танець на пілоні     |
| 5.    | Ігор Конечний                    | спів/гра на укулеле  |
| 6.    | Марія Коханська                  | гра на ганґ-барабані |
| 7.    | Віктор Данбровський              | танець               |
| 8.    | Катажина Блох Марек Заборовський | танець               |
| 9.    | Бартош Левандовський             | ілюзії               |
| 10.   | Аріна Ґабрелян                   | спів/гра на гітарі   |

### 12-й сезон (2019)
| Місце | Учасник                        | Талант                 |
| ----- | ------------------------------ | ---------------------- |
| 1.    | Марія Ґавлик Юліан Ваґлевський | акробатика             |
| 2.    | Барбара Хлебіш Лукаш Трафялек  | акробатика             |
| 3.    | Артур Ціхута                   | акробатика             |
| 4.    | Цезарій Боровик                | танець                 |
| 5.    | Лукаш Хведук                   | фрістайл-футбол        |
| 6.    | Мая Томас                      | спів                   |
| 7.    | Лукаш Фрась                    | конторсіоністика       |
| 8.    | Мальвіна Ковалович             | акробатика             |
| 9.    | Ян Шиналь                      | спів/гра на фортепіано |
| 10.   | Ана Анджеєвська                | спів                   |

### 13-й сезон (2021)
| Місце | Учасник                 | Талант      |
| ----- | ----------------------- | ----------- |
| 1.    | Кшиштоф Ярос            | танець      |
| 2.    | Яґода Пец               | танець      |
| 3.    | Мая Куцько Маріуш Нґуєн | акробатика  |
| 4.    | Orkiestra Baczków       | оркестр     |
| 5.    | Duo Eyal & Julia        | акробатика  |
| 6.    | Fpytke                  | танець      |
| 7.    | Йордан Оґожельський     | калістеніка |
| 8.    | Домініка Кжимовська     | акробатика  |
| 9.    | Trio KET                | акробатика  |
| 10.   | Маріуш Бохняж           | акробатика  |

### 14-й сезон (2022)
| Місце | Учасник                  | Талант              |
| ----- | ------------------------ | ------------------- |
| 1.    | Мілош Бахонько           | гра на акордеоні    |
| 2.    | Павел Гачкур             | танець на пілоні    |
| 3.    | Мартина Ставови          | танець              |
| 4.    | Лаура Дзянба             | спів                |
| 5.    | Вальдемар Кукуровський   | трюки на велосипеді |
| 6.    | Ванесса Куявяк           | танець              |
| 7.    | Паула Біскуп             | спів                |
| 8.    | Дарія Уманська           | акробатика          |
| 9.    | Teatr Sztuka Ciała       | пантоміма           |
| 10.   | Ядвіґа Кровяк Сара Крейс | акробатика          |

### 15-й сезон (2024)
| Місце           | Учасник             | Талант     |
| --------------- | ------------------- | ---------- |
| 1.              | Бартош Василевський | реп        |
| 2.              | Філіп Дроґос        | акробатика |
| 3.              | Аліція Андрукайтіс  | трюки      |
|                 | Тео Томчук          | спів       |
| Тимотеуш Собчик | танець              |            |
| Ніна Стец       | танець              |            |
| Міхал Скубіда   | ілюзії              |            |
| Олівія Гознер   | спів                |            |
| Teddy's Army    | танець              |            |
| Олівія Місь     | спів                |            |

### 16-й сезон (2025)
| Місце            | Учасник          | Талант               |
| ---------------- | ---------------- | -------------------- |
| 1.               | Кристіан Лесьник | спів                 |
| 2.               | Perfect team     | танець               |
| 3.               | Діана Квіт       | ментальна арифметика |
|                  | Demeted          | музичний гурт        |
| Slay             | танець           |                      |
| Анґеліна Федорко | акробатика       |                      |
| Лілана Урбанська | танець           |                      |
| Zenith Duo       | акробатика       |                      |
| Давид Свістек    | ілюзії           |                      |
| Idol Clan        | танець           |                      |

## Нагороди й номінації
| Рік  | Церемонія       | Категорія               | Результат | Примітки |
| ---- | --------------- | ----------------------- | --------- | -------- |
| 2009 | Телекамери 2009 | Розважальна програма    | Перемога  | [ 4 ]    |
| 2010 | Телекамери 2010 | Розважальна програма    | Перемога  | [ 5 ]    |
| 2011 | Телекамери 2011 | Розважальна програма    | Номінація | [ 6 ]    |
| 2011 | Телекамери 2011 | Розваги – особистість   | Номінація | [ 6 ]    |
| 2012 | Телекамери 2012 | Журі                    | Перемога  | [ 7 ]    |
| 2013 | Телекамери 2013 | Журі                    | Перемога  | [ 8 ]    |
| 2014 | Телекамери 2014 | Розважальна програма    | Номінація | [ 9 ]    |
| 2014 | Телекамери 2014 | Журі                    | Перемога  | [ 9 ]    |
| 2015 | Телекамери 2015 | Телевізійна особистість | Номінація | [ 10 ]   |
| 2015 | Телекамери 2015 | Журі                    | Перемога  | [ 10 ]   |
| 2016 | Телекамери 2016 | Розважальна програма    | Номінація | [ 11 ]   |
| 2016 | Телекамери 2016 | Журі                    | Перемога  | [ 11 ]   |
| 2017 | Телекамери 2017 | Журі                    | Перемога  | [ 12 ]   |
| 2018 | Телекамери 2018 | Журі                    | Номінація | [ 13 ]   |
| 2019 | Телекамери 2019 | Розважальна програма    | Номінація | [ 14 ]   |
| 2019 | Телекамери 2019 | Журі                    | Номінація | [ 14 ]   |